# اودم
اودم (به آلمانی: Uedem) یک شهر در آلمان است که در کلفه واقع شده‌است. اودم ۸٬۴۵۸ نفر جمعیت دارد.